# Euploea burmeisteri
Euploea burmeisteri är en fjärilsart som beskrevs av Moore 1883. Euploea burmeisteri ingår i släktet Euploea och familjen praktfjärilar. Inga underarter finns listade i Catalogue of Life.